# Tyra (Trzyniec)
Tyra (cz. Tyra, niem. Tyra, Tyrra) – część miasta Trzyńca w kraju morawsko-śląskim, w powiecie Frydek-Mistek w Czechach.  

## Opis
Jest to gmina katastralna o powierzchni 1786,71 ha, położona ponad 5 km na południe od centrum miasta, w dolinie rzeki Tyrki, w Beskidzie Morawsko-Śląskim. Populacja w 2008 wynosiła 445 osób, w 2010 odnotowano 366 adresów. 
W Tyrze znajduje się kaplica cmentarna wybudowana w 1925 r.
W granicach administracyjnych Trzyńca znajduje się od 1980. 
W Tyrze spędził dzieciństwo Adam Wawrosz – polski poeta, pisarz oraz działacz narodowy.

## Historia
Wieś po raz pierwszy została wzmiankowana w urbarzu cieszyńskim z 1577 roku. Mowa w nim jest o łące w Tyrze, której za użytkowanie księciu cieszyńskiemu miał płacić podatek wysokości 12 groszy niejaki Marcin Pustułka z Oldrzychowic. Z tego powodu że w urbarzu nie został wymieniony żaden inny tyrski osadnik domniemuje się, że wieś wówczas się dopiero co zaczęła wyodrębniać, a proces ten zakończył się na przełomie lat 30. i 40. XVII wieku.

Według austriackiego spisu ludności z 1910 roku Tyra miała 510 mieszkańców, z czego 502 było zameldowanych na stałe, 473 (94,2%) było polsko-, 27 (5,4%) niemiecko- i 2 (0,4%) czeskojęzycznymi, 39 (7,6%) katolików, 465 (91,2%) ewangelików oraz 6 wyznawców judaizmu.

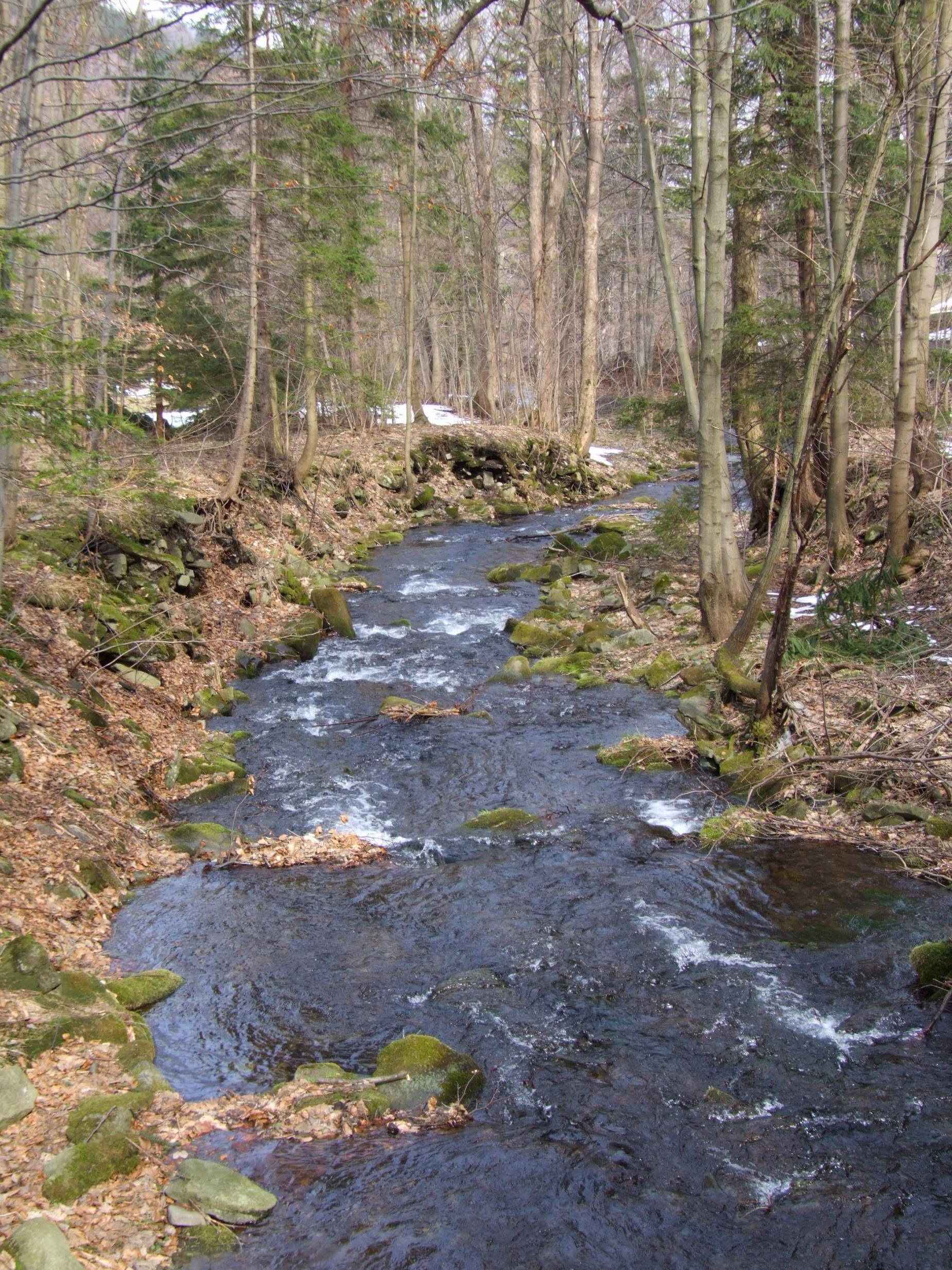
Rzeka Tyrka w Tyrze